# 汐月なぎさ
汐月 なぎさ（しおつき なぎさ、1996年5月20日 - ）は、日本の女優、アクトレスガールズ。神奈川県出身。

## 来歴
湘南生まれ湘南育ち
大学卒業後、営業職に就職するも役者の夢を捨てられずに役者の道に。
2020年11月の「La Vita é Bella ── とある優等生と壊れた世界」で、舞台俳優デビュー
2022年2月13日　アクトレスガールズ旗揚げ公演（東京　新宿フェイス）で、リングデビュー
2022年8月21日　アクトレスガールズ大阪公演より、同期の夏葵と真夏の汐風というタッグチームを作成。以後継続的にタッグをくむことに。

## 人物
- 趣味　読書、ゲーム、キャンプ、サーフィン、バイク

## 作品

### 映画
2025年
- イナズマ社「タイムマシンガール」（木場明義監督）

### 舞台
2020年
- プロジェクトアクト東京「La Vita é Bella ── とある優等生と壊れた世界」（2020年11月26日 - 30日、平賀スクエア）竹下涼子役

2022年
- アクトリング公演『アクトリング剣編02/// Sky-Rex vs 花月夜〜片隅の愛〜』（3月20日 東京　新木場1stRing）
- アクトリング公演『ACTRING 鏡編 壱ノ面 / 葉隠ノ章〜ひび割れた約束〜』（4月10日 東京　新木場1stRing）
- アクトレスガールズ「カウント2.9」（9月18日 東京　新⽊場1stリング）胡桃沢アヤノ 役

2023年
- アクトリング公演『ACTRING2023』（3月5日 東京　新木場1stRing）エメ 役[2]
- RedFrameFactory赤枠工場Vol.10「ラーフの祭壇の聖剣」（3月15日 - 19日 東京　阿佐ヶ谷アルシェ）
- アクトリング『大阪コミコン2023 スペシャルステージ』（5月6日 大阪　インテックス大阪）
- アクトリング 「ACTRING特別篇　三重奏」（10月1日 東京　新⽊場1stリング）エメ 役
- アクトリング『ACTRING 鏡編弐ノ面Shelollノ章「深淵」』（10月29日 東京　新木場1stRing）エメ 役
- アクトリング 「剣編02 [花月夜 VS Sky Rex]」（3月20日 東京　新⽊場1stリング）
- アクトレスガールズ「カウント2.9!Ⅱ」（11月26日 東京　新⽊場1stリング）胡桃沢アヤノ　役

2024年
- プロジェクトアクト東京「比翼連理の果て2024」（9月21日 - 22日、東京　平賀スクエア）藤木・節子役
- アクトリング『大阪コミコン2024 スペシャルステージ』（5月3日 大阪　インテックス大阪）エメ 役
- 『大阪コミコン2024 アメコミ×プロレス』（5月4日 大阪　インテックス大阪） [3]
- アクトリング スペシャルオムニバス公演（11月1日 - 4日 東京　アルネ543）白珠 役
- 東京コミコン2024
  - 『コスプレクロスオーバーバトル！アメコミ×プロレス』（12月6日 千葉　幕張メッセ）ワンダーウーマン役
  - 『アクトレスガールズスペシャルステージ』（12月7日 千葉　幕張メッセ）エメ 役
- アクトリング『鏡編 四ノ面 蕨公演 桃華雪(仮)ノ章 Go!と言えば郷に従え』（12月15日 埼玉 蕨レッスル武道館）エメ 役

### イベント
2020年
- アクトリング『お月見祭り2022』（9月25日 東京　SHIBUYA109渋谷店）キャプテン・カリーナ 役

2022年
- アクトレスガールズ 「LOVE ME TRUE 3.13」（3月13日、東京 渋谷 S Wall Cafe 418）
- ARG Bijouイベント（7月9日、東京　都内）
- AWG はなきんTV（10月14日、東京　クルーズスタジオ）

2023年
- なぎさくこあらみっく「汐月なぎさバースデーイベント」（5月13日、東京 都内某所）
- なぎさくこあらみっくwithちい「夏まつり」（8月5日、東京 都内某所）